# Pilar (Surigao del Norte)
Pilar ist eine philippinische Stadtgemeinde in der Provinz Surigao del Norte. Sie liegt an der Ostküste der Insel Siargao im Osten der Philippinen. Pilar hat 9752 Einwohner (Zensus 1. August 2015).
Nachdem die Gemeinde bis 1953 ein Teil von Dapa war, erlangte sie am 31. Oktober 1953 nach einem entsprechenden Erlass durch den damaligen Präsidenten Elpidio Quirino die Selbständigkeit. Die lokale Wirtschaft von Pilar stützt sich hauptsächlich auf Fischerei und Landwirtschaft, wobei aber auch der Tourismus an Bedeutung gewinnt. Von besonderer Bedeutung ist hierbei der unter Besuchern beliebte Strand Magpupungko. Bei Flut ein schöner Sandstrand, der zum Schwimmen und Tauchen einlädt. Bei Ebbe tritt eine Lagune mit markanten Felsformationen zum Vorschein.

## Baranggays
Pilar ist politisch in 15 Baranggays unterteilt, wobei hiervon 4 als urbane (Poblacion) und 11 als ländliche Baranggays klassifiziert sind:
- Asinan (Pob.)
- Caridad
- Centro (Pob.)
- Consolacion
- Datu
- Dayaohay
- Jaboy
- Katipunan
- Maasin
- Mabini
- Mabuhay
- Pilaring (Pob.)
- Punta (Pob.)
- Salvacion
- San Roque

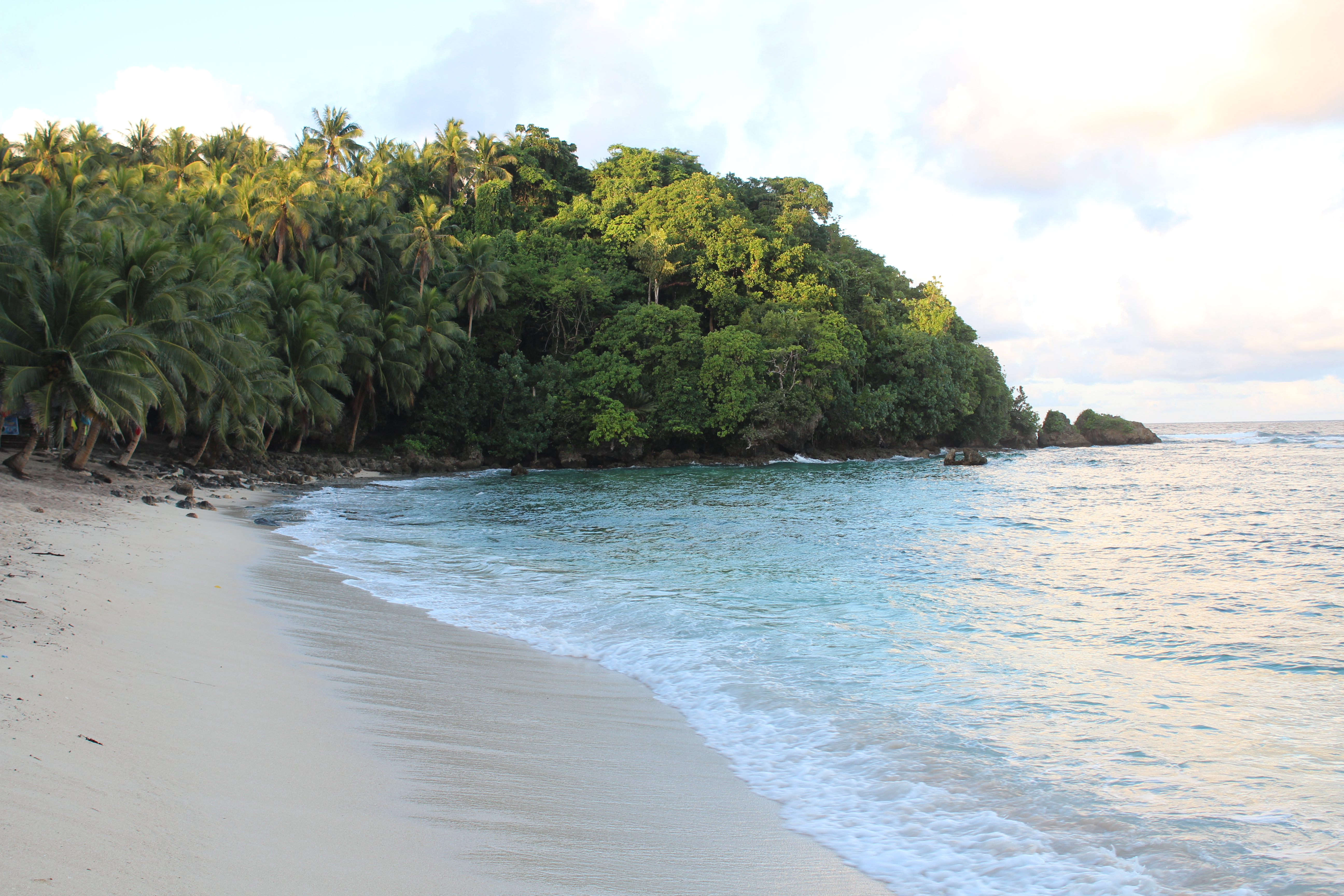
Magpupungko Strand bei Flut
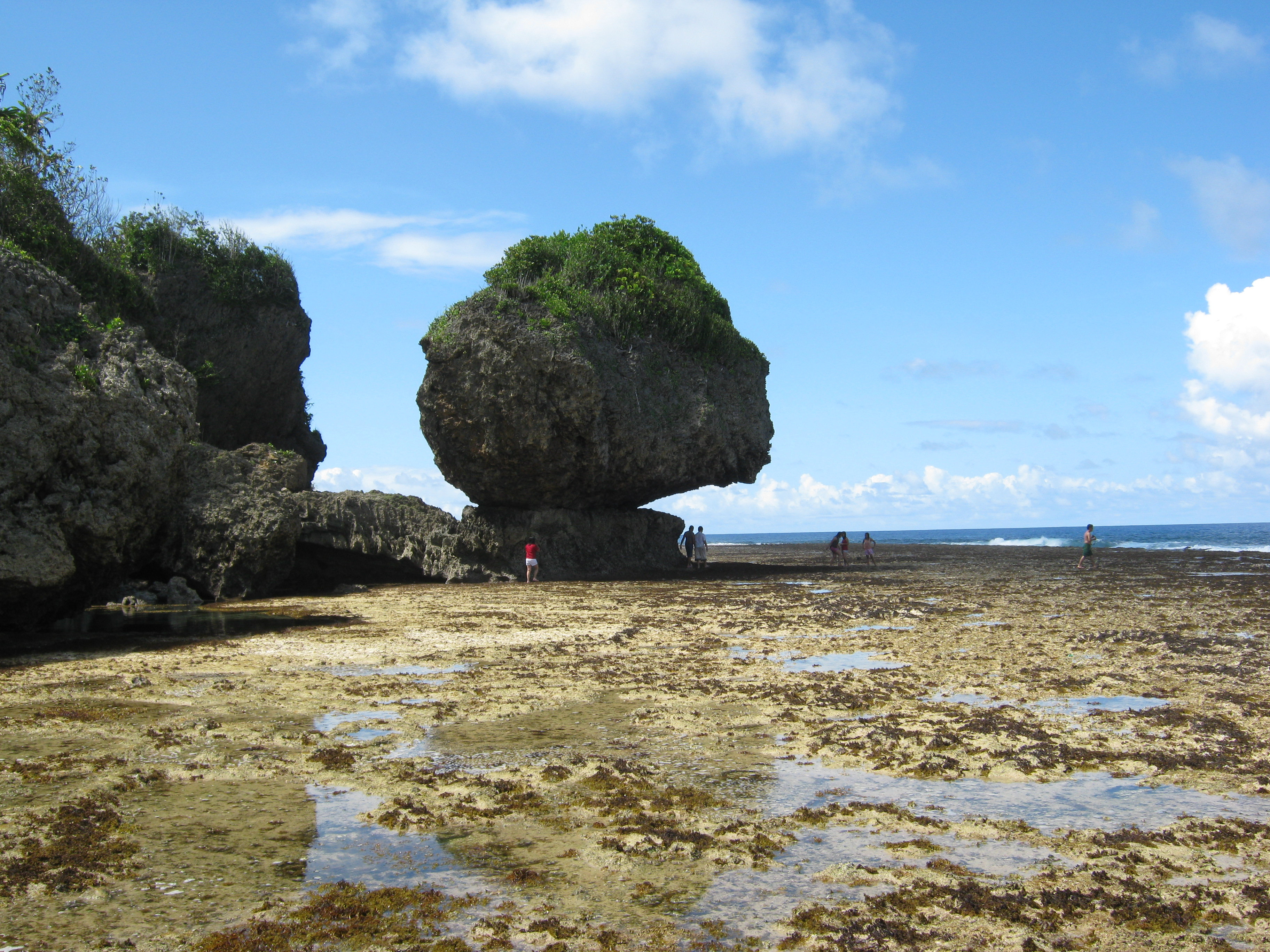
Felsformation in Magpupungko
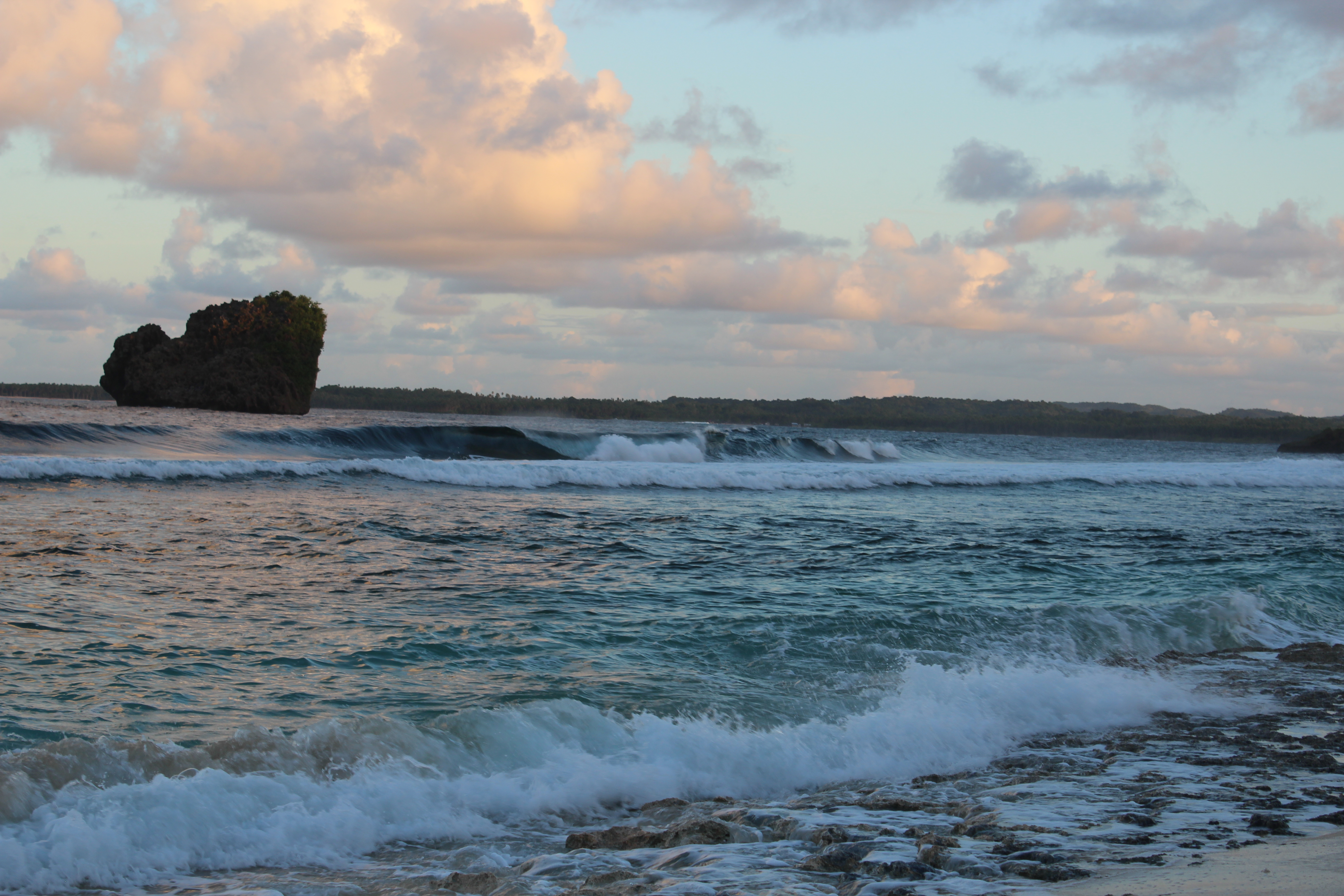
Magpupungko Strand
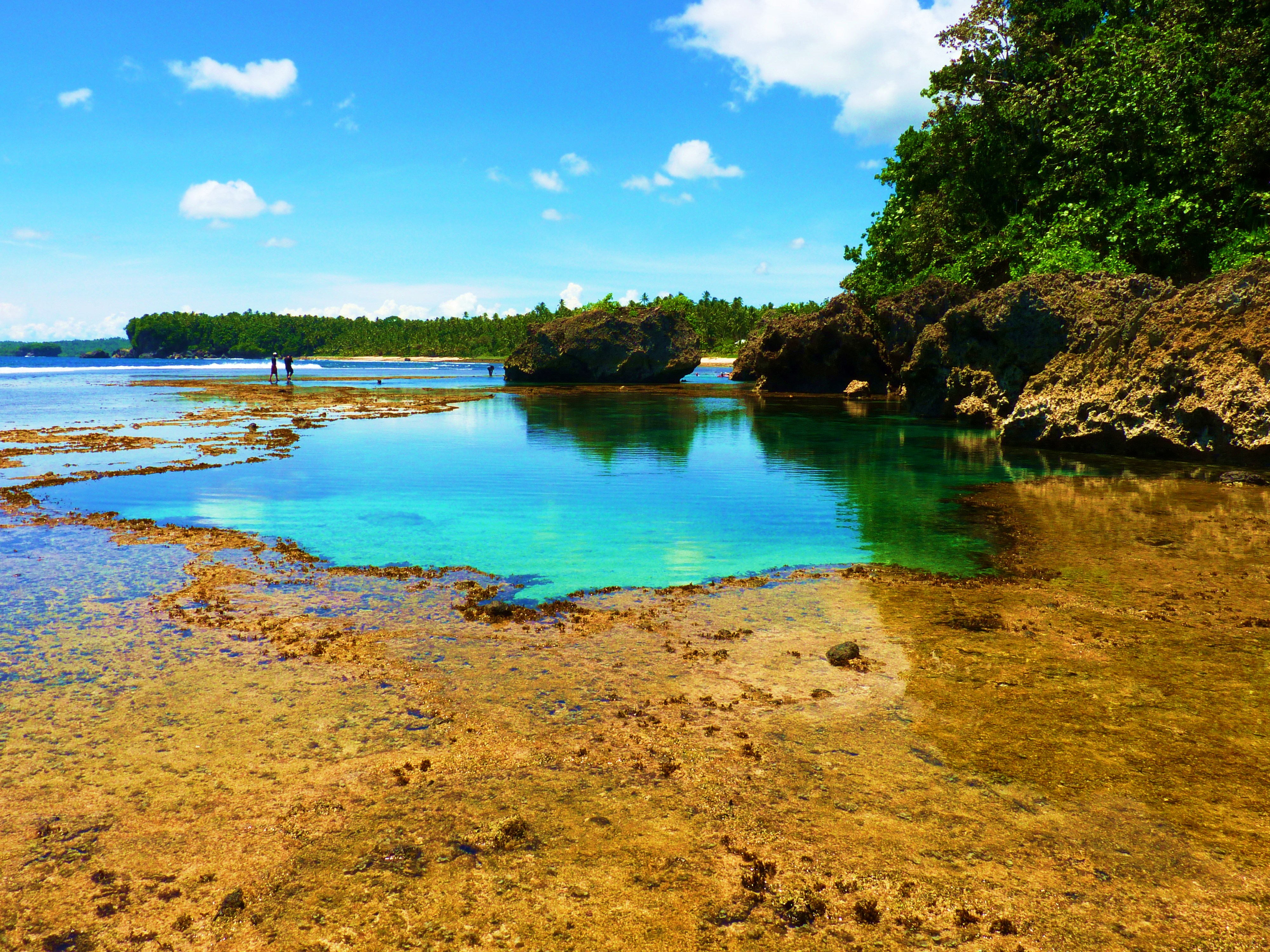
Lagune von Magpupungko